# Nilson Wilson Bender
Nilson Wilson Bender (Piratuba, 24 de fevereiro de 1928 – Joinville, 12 de maio de 2013) foi um político brasileiro.
Descendente de imigrantes alemães, formou-se contador e economista pela Universidade Federal de Santa Catarina e exerceu as funções de diretor financeiro, de planejamento e de organização da Tupy ao longo de 34 anos.
Em 1952 iniciou sua vida pública. Como prefeito de Joinville, dedicou especial atenção à educação. Criou o CESITA, o Centro XV, a Fundação 25 de Julho e Fundaje, precursora da Univille, além de estabelecimentos de ensino primário. Na área da saúde construiu o novo Hospital Municipal São José, o primeiro pronto-socorro de Joinville, programa de saneamento básico e implantou rede de água potável.
Teve ainda atuação expressiva nas áreas de comunicações, transportes e cultura, onde implantou o Museu do Sambaqui, a estação rodoviária e iniciou as obras da Casa da Cultura de Joinville e do pavilhão da Expoville. Realizou ainda o primeiro levantamento aerofotogramétrico da cidade, modernizou a administração da prefeitura e participou da adoção do Estatuto do Funcionário Público Municipal e da criação da Fidesc, precursora da Amunesc.
Bender foi vereador em Joinville por dois mandatos: 5ª Legislatura (1963-1967), quando foi eleito pela UDN com 3.476 votos; e 12ª Legislatura (1993 a 1996), quando conquistou 2.022 votos pelo PFL.